# إسبانيا في الألعاب الأولمبية الصيفية 1928
شارك إسبانيا في دورة الألعاب الأولمبية الصيفية 1928، التي أقيمت في أمستردام بهولندا، في الفترة الممتدة من 17 مايو حتى 12 أغسطس، بوفد قوامه 80 رياضي جميعهم رجال في 9 ألعاب.
حصد إسبانيا على ميدالية ذهبية واحدة في هذه الدورة محتلاً المرتبة 24 في الترتيب النهائي بين 46 دولة مشاركة.

## قائمة الميداليات
| الميدالية | الرياضي                                                              | المنافسة | المسابقة            |
| ذهبية     | خوسيه نافارو مورينيس خوليو غارثيا فرنانديث خوسيه ألفاريث دي بوهوركيث | فروسية   | قفز الحواجز الفرقية |